# Eljas
Eljas (fala nyelven As Ellas) település Spanyolországban, Cáceres tartományban. Eljas Valverde del Fresno, Navasfrías, El Payo és San Martín de Trevejo községekkel határos. Lakosainak száma 836 fő (2024).

## Népesség
A település népessége az elmúlt években az alábbi módon változott:
| Lakosok száma | 1227 | 1142 | 1081 | 1033 | 1008 | 970  | 940  | 908  | 897  | 836  |
|               | 2001 | 2004 | 2006 | 2009 | 2011 | 2014 | 2016 | 2019 | 2021 | 2024 |